# Мга (притока Неве)
Мга (рус. Мга; фин. Mujajoki) река је на северозападу европског дела Руске Федерације која протиче преко територија Кировског рејона у централним деловима Лењинградске области. Лева је притока реке Неве, те део басена Балтичког мора.
Река Мга свој ток започиње у мочварном подручју Малуксинског језера, јужно од варошице Назије на југоистоку Кировског рејона. У првој трећини тока тече у смеру југозапада, а потом скреће ка северозападу и улива се у Неву код варошице Павлово након 93 km тока. Укупна површина њеног сливног подручја је 754 km².
Према подацима Хидрометеоролошког завода Русије из 2006. године река Мга се убраја у изузетно загађене водотоке са степеном загађености 4А (од максималних 5). Водоток је загађен великим количинама тешких метала попут азота, цинка, гвожђа и бакра..